# Nanjie, Guangdong
Nanjie (kinesiska: 南街) är ett stadsdelsdistrikt i sydöstra Kina. Det är centralorten i Guangning härad i staden Zhaoqing i provinsen Guangdong, omkring 100 kilometer nordväst om provinshuvudstaden Guangzhou. Antalet invånare är 118 259. Befolkningen består av 57 882 kvinnor och 60 377 män. Barn under 15 år utgör 17,0 %, vuxna 15-64 år 73 %, och äldre över 65 år 8,0 %.